# Побєда (Григоріопольський район)
Побєда (рос. Победа; рум. Pobeda) — село в Григоріопольському районі в Молдові (Придністров'ї). Населення становить 30 осіб. Входить до складу Колосівської селищної ради. 
Станом на 2004 рік у селі проживало 54,1% українців. 